# Izarne Sarasola
Izarne Sarasola Beain (Ibarra, 17 febbraio 2002) è una calciatrice spagnola, difensore del Nantes.

## Carriera
Appassionata di calcio, inizia la propria carriera nel club dei Paesi Baschi del Tolosa CF. Arrivata in prima squadra nella stagione 2017-2018, in quella successiva si trasferisce in massima serie alla Real Sociedad.
Con il club basco gioca per 8 stagioni, fino al 18 luglio 2025, data in cui per la prima volta esce dalla Spagna per accasarsi in Francia al Nantes.

## Statistiche

### Presenze e reti nei club
Statistiche (parziali) aggiornate al 18 luglio 2025.
| Stagione        | Squadra         | Campionato      | Campionato | Campionato | Coppe nazionali | Coppe nazionali | Coppe nazionali | Coppe continentali | Coppe continentali | Coppe continentali | Altre coppe | Altre coppe | Altre coppe | Totale | Totale |
| Stagione        | Squadra         | Comp            | Pres       | Reti       | Comp            | Pres            | Reti            | Comp               | Pres               | Reti               | Comp        | Pres        | Reti        | Pres   | Reti   |
| --------------- | --------------- | --------------- | ---------- | ---------- | --------------- | --------------- | --------------- | ------------------ | ------------------ | ------------------ | ----------- | ----------- | ----------- | ------ | ------ |
| 2025-2026       | Nantes          | PL              | 0          | 0          | CF+CdL          | 0               | 0               | -                  | -                  | -                  | -           | -           | -           | 0      | 0      |
| Totale carriera | Totale carriera | Totale carriera | 0          | 0          |                 | 0               | 0               |                    | -                  | -                  |             | -           | -           | 0      | 0      |